# John Cranko
John Cyril Cranko, né le 15 août 1927 à Rustenburg en Afrique du Sud et mort le 26 juin 1973  à Dublin, est un danseur, chorégraphe et directeur de ballet sud-africain,.
John Cranko est l'un des grands chorégraphes contemporains. En tant que directeur de ballet il transforme le Ballet de Stuttgart en un ensemble de premier ordre. On parle du miracle de la danse de Stuttgart : « das Stuttgarter Ballettwunder ».
À Stuttgart, John Cranko fut le pygmalion de trois chorégraphes majeurs du XXe siècle: Jiří Kylián, John Neumeier et William Forsythe.

## Formation
Après avoir suivi une formation professionnelle au Cap en Afrique du Sud, John Cranko passe une année à l'école de danse de Sadler's Wells en 1946 et intègre le Ballet du Sadler's Wells Theatre, situé à Londres, en novembre 1947,. Ce ballet devient le Royal Ballet en 1957.

## Chorégraphe
Entre 1947 et 1957 il crée pour le ballet du Sadler's Wells Theatre les chorégraphies « Children's Corner », « Beauty and the Beast », « Pineapple Poll », « Harlequin in April » et « Der Pagodenprinz ».
L'œuvre « La Belle Hélène » de 1957 est chorégraphiée pour le ballet de l'Opéra de Paris avec Claude Bessy comme interprète .

## Directeur du ballet de Stuttgart
De 1961 à sa mort, John Cranko est le directeur artistique du Ballet de Stuttgart, pour lequel il crée une quarantaine d'œuvres, allant du style néoclassique au style contemporain.
Sa première chorégraphie principale est Roméo et Juliette de Prokofiev en décembre 1962, par lequel le Ballet de Stuttgart s'est fait un nom dans le monde entier, consolidé par les représentations de la Mégère apprivoisée. Les tournées du ballet de Stuttgart remportent un succès considérable.
John Cranko chorégraphie le ballet Onéguine en 1965, une adaptation de la nouvelle de Pouchkine sur une musique de Tchaïkovski, principalement tirée des Saisons orchestrées par Kurt-Heinz Stolze.
En 1969, lors d'une tournée du ballet de Stuttgart aux États-Unis avec des représentations sur la scène de la Metropolitan Opera, ses qualités de chorégraphe sont très acclamées, notamment son art du pas de deux.
En 1971, John Cranko est le fondateur d'une école de danse associée au Ballet de Stuttgart, qui est nommée « École John Cranko » en 1974 . L'École John Cranko est la première école de danse en Allemagne conduisant à une qualification officiellement reconnue, le « Diplôme professionnel de danseur ».

## Influences
De nombreux danseurs et chorégraphes célèbres ont travaillé pour le Ballet de Stuttgart lorsque John Cranko était directeur du ballet, comme par exemple Marcia Haydée, Richard Cragun, Jiří Kylián, William Forsythe et John Neumeier.
Les chorégraphes William Forsythe et John Neumeier, après avoir fait leur début professionnel en tant que solistes et chorégraphes au Ballet de Stuttgart sous la houlette de John Cranko, atteignent une renommée internationale, en particulier en tant que chorégraphes invités à l'Opéra national de Paris,,.

## Décès

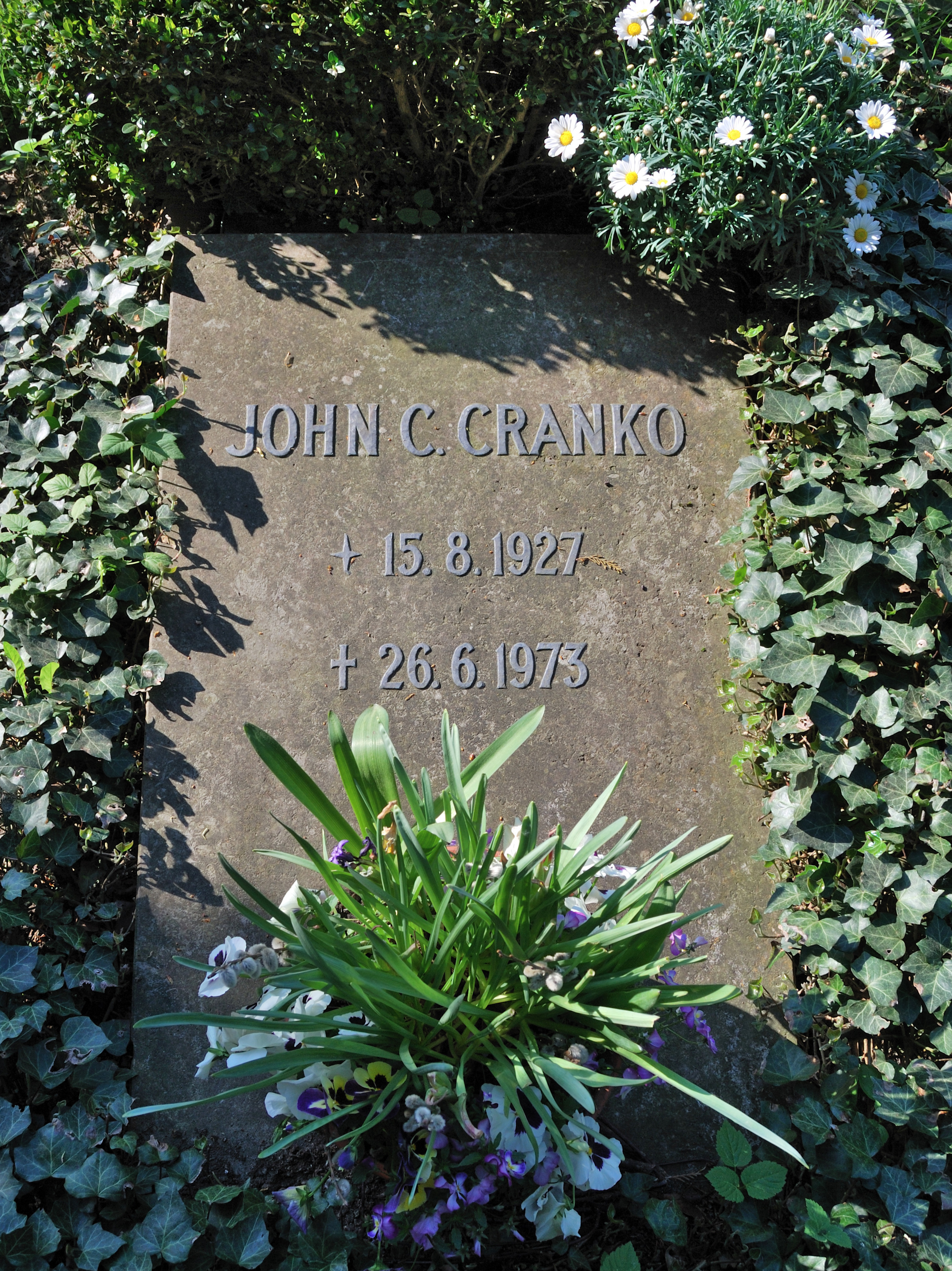
Tombe à Stuttgart.

John Cranko meurt le 26 juin 1973 à l'âge de 45 ans à Dublin au cours du voyage de retour d'une tournée aux États-Unis à cause d'un choc anaphylactique sévère provoqué par des comprimés pour dormir.

## Chorégraphies
- Children's Corner
- Beauty and the Beast
- Pineapple Poll
- Harlequin in April
- La Belle Hélène
- Der Pagodenprinz
- Roméo et Juliette
- Onéguine
- La Mégère apprivoisée
- Brouillards
- Carmen
- Traces
- RBME ballet créé pour ses danseurs vedettes Richard Cragun, Birgit Keil, Marcia Haydée et Egon Madsen